# Mapania raynaliana
Mapania raynaliana är en halvgräsart som beskrevs av David Alan Simpson. Mapania raynaliana ingår i släktet Mapania och familjen halvgräs. Inga underarter finns listade i Catalogue of Life.